# كأس يوغوسلافيا 1979–80
كأس يوغوسلافيا 1979–80 هو الموسم 32 من كأس يوغوسلافيا. أشرف على تنظيمه اتحاد صربيا لكرة القدم، وفاز فيه نادي دينامو زغرب.